# Dasia vittata
Dasia vittata là một loài thằn lằn trong họ Scincidae. Loài này được Edeling mô tả khoa học đầu tiên năm 1865.

## Hình ảnh

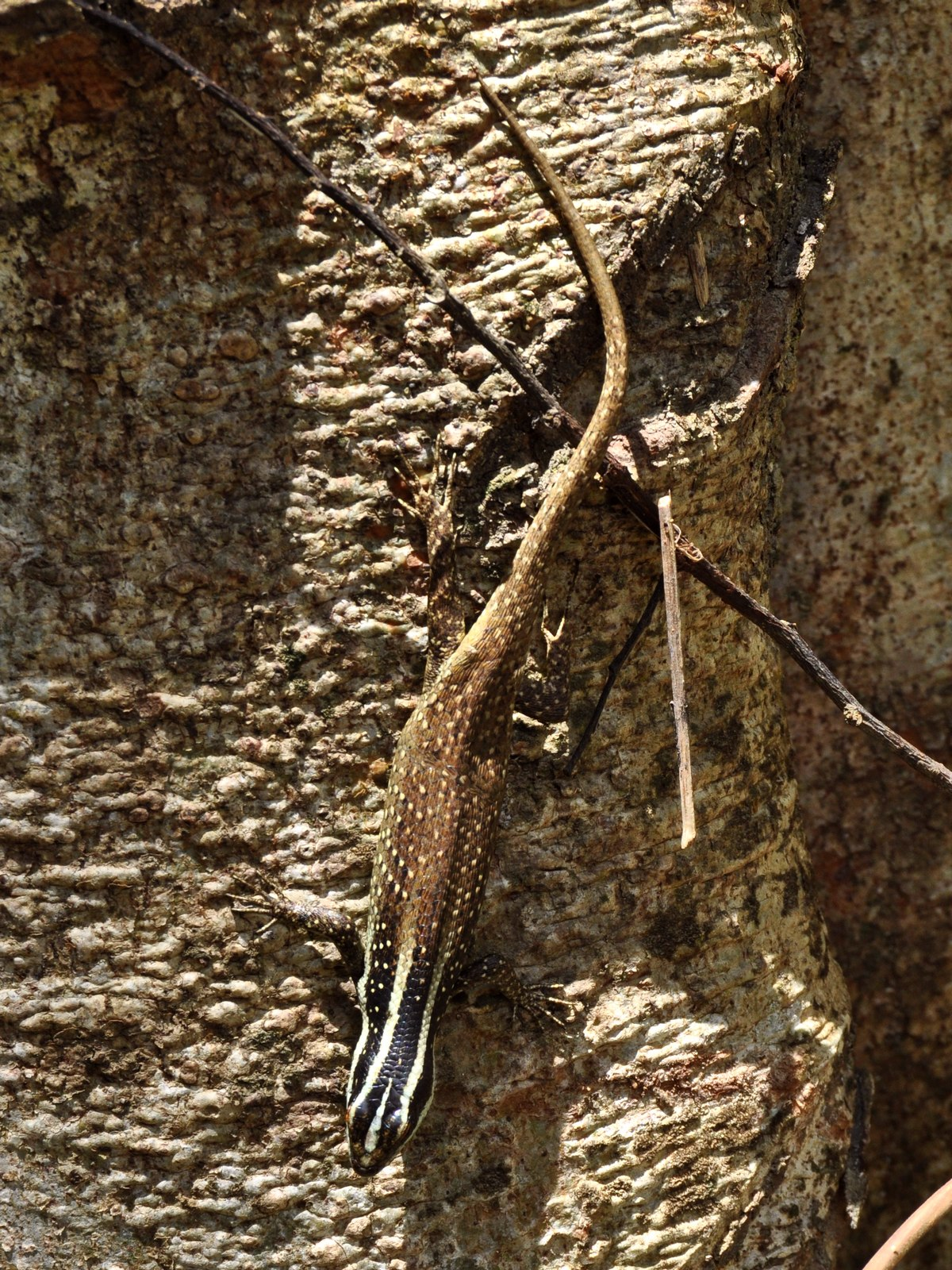
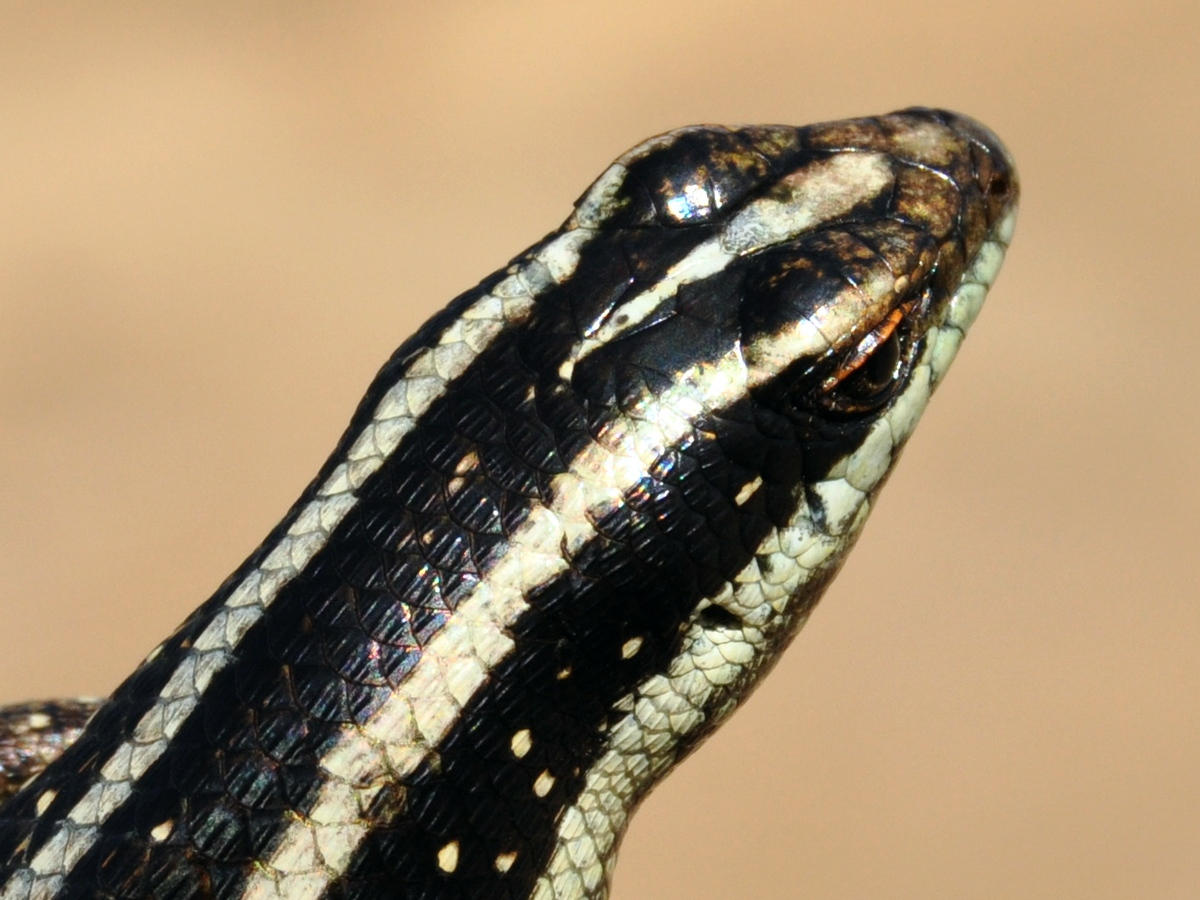
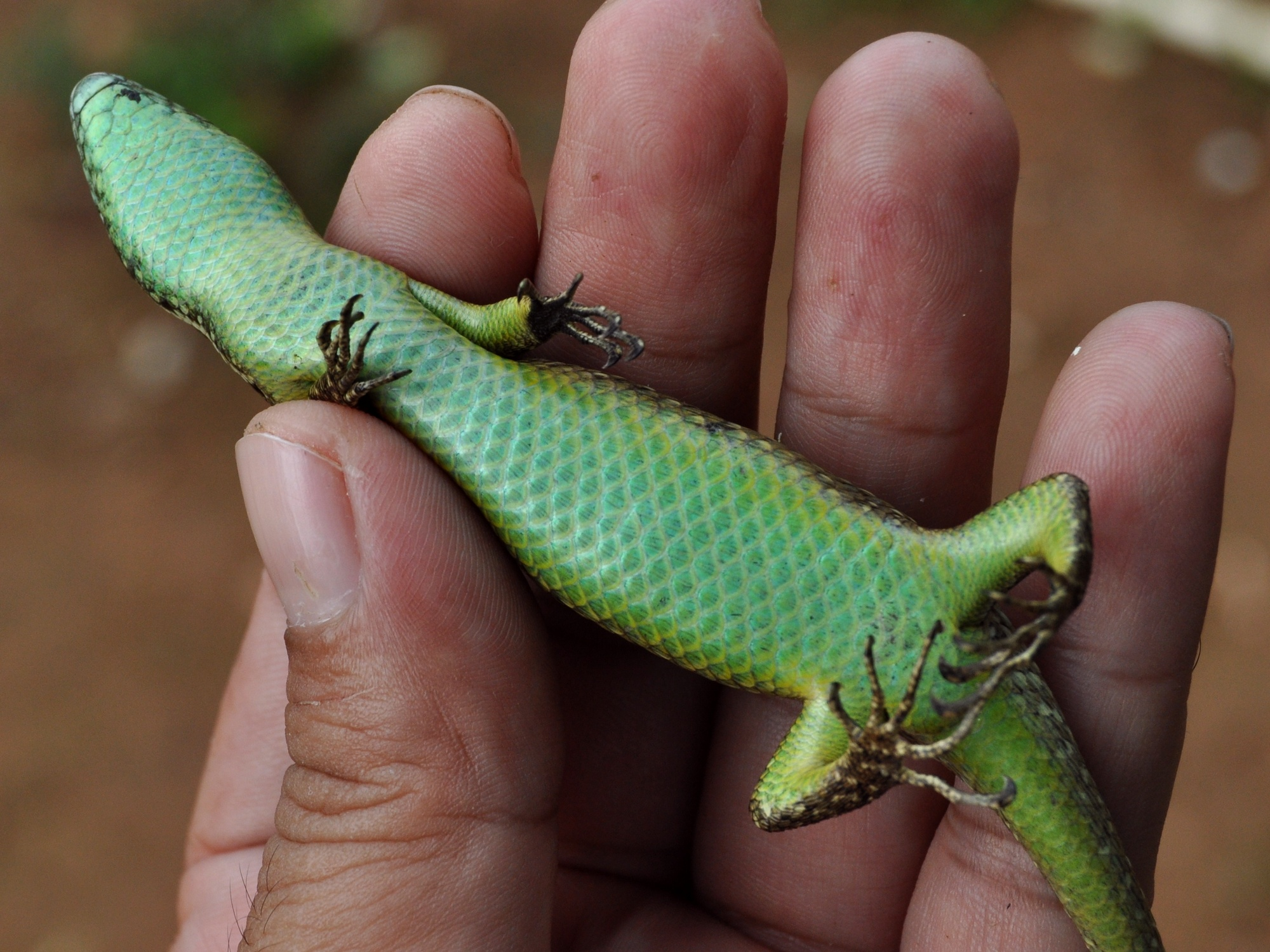
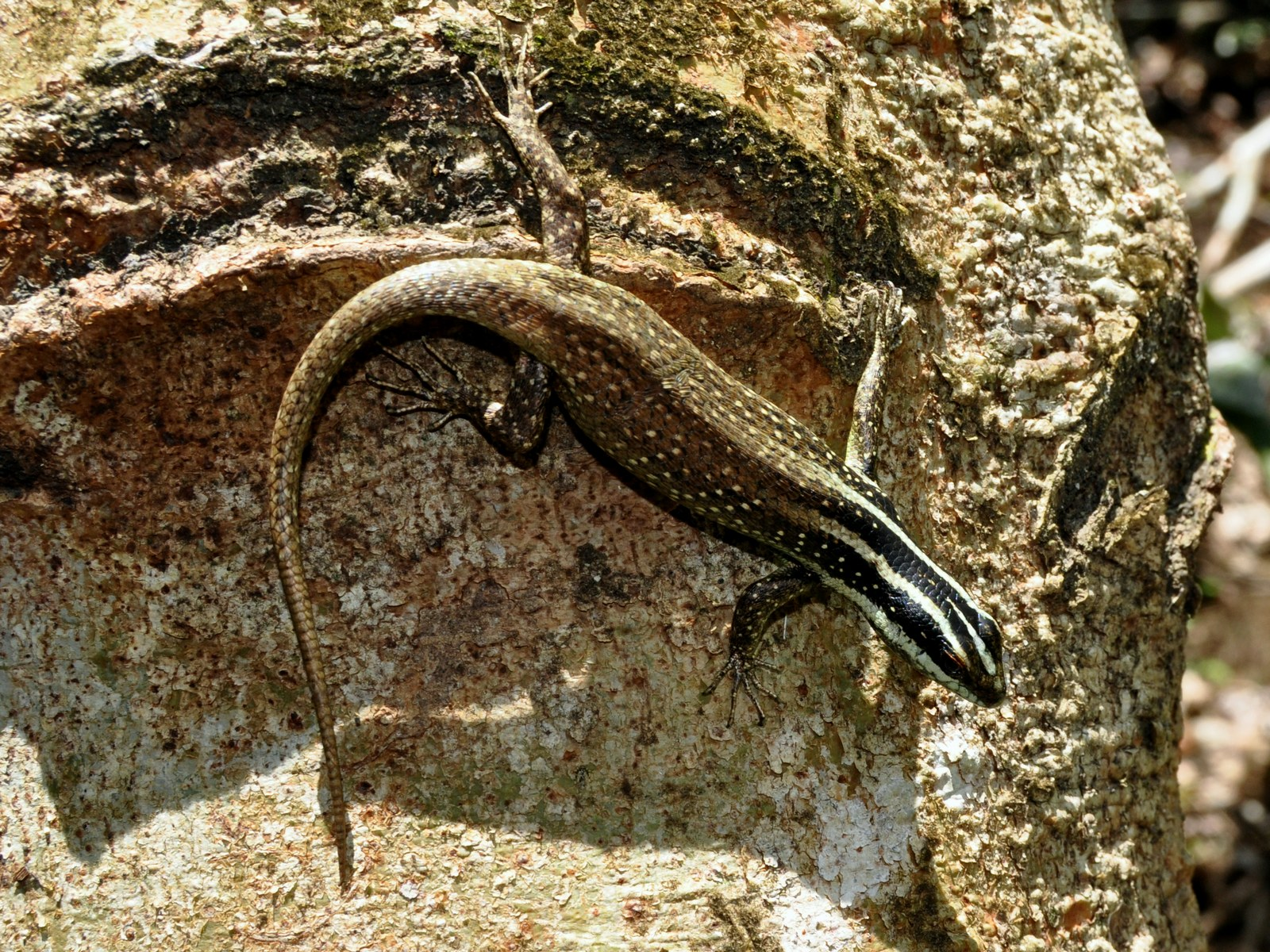
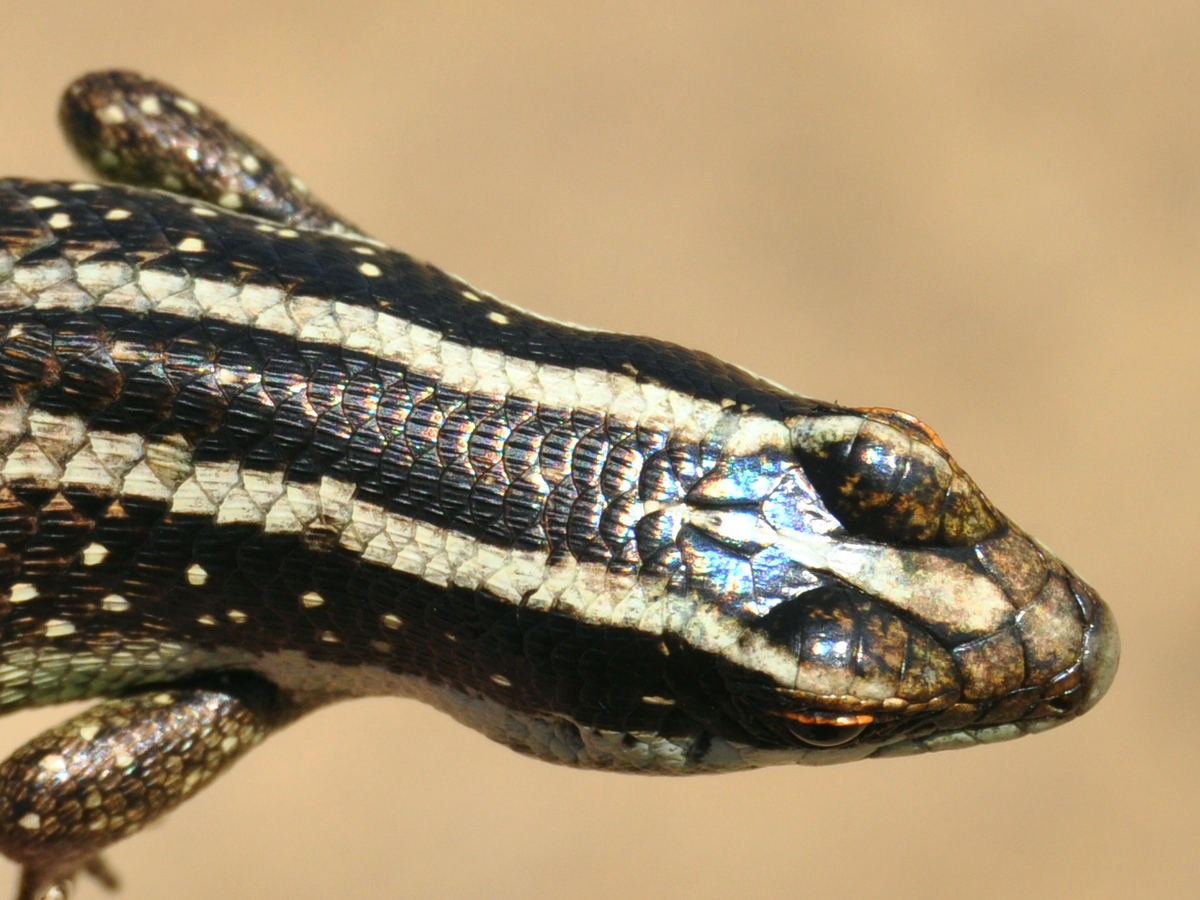